# قرة لو
قرة لو هي قرية في مقاطعة مشكين شهر، إيران. يقدر عدد سكانها بـ 131 نسمة بحسب إحصاء 2016.